# Clemens von Smolensk
Clemens von Smolensk (Russisch Клим Смолятич; † 1164) war ein Metropolit Kiews, der aus Smolensk stammte. Er amtierte zwischen 1147 und 1155 und war Redner und Schriftsteller des Kiewer Rus.